# Alumni Athletic Club 1908
Questa voce raccoglie le informazioni riguardanti l'Alumni Athletic Club nelle competizioni ufficiali della stagione 1908.

## Stagione
Il club interruppe la propria striscia di vittorie consecutive in campionato; a vincere la Copa Campeonato nel 1908 fu, difatti, il Belgrano Athletic. L'Alumni giunse al secondo posto, registrando il miglior attacco del campionato e la miglior difesa. Ancora una volta, in Copa Competencia e in Tie Cup è vincitore.

## Maglie e sponsor
| Casa |

## Rosa
| N. |                      | Ruolo | Calciatore             |
| -- | -------------------- | ----- | ---------------------- |
|    | Argentina (bandiera) | P     | J.J. Murphy            |
|    | Argentina (bandiera) | P     | Guillermo Campbell     |
|    | Argentina (bandiera) | D     | Jorge Brown            |
|    | Argentina (bandiera) | D     | Juan Domingo Brown     |
|    | Argentina (bandiera) | C     | Patricio Barron Browne |
|    | Australia (bandiera) | C     | Andrés Mack            |
|    | Argentina (bandiera) | A     | Alfredo Brown          |

| N. |                      | Ruolo | Calciatore           |
| -- | -------------------- | ----- | -------------------- |
|    | Argentina (bandiera) | A     | Eliseo Brown         |
|    | Argentina (bandiera) | A     | Ernesto Brown        |
|    | Argentina (bandiera) | A     | Juan Brown           |
|    | Argentina (bandiera) | A     | Henry Lawrie         |
|    | Argentina (bandiera) | A     | Carlos Lett          |
|    | Argentina (bandiera) | A     | Arnold Watson Hutton |
|    | Argentina (bandiera) | A     | Gottlob Weiss        |

## Statistiche

### Statistiche di squadra
| Competizione                    | Punti | Totale | Totale | Totale | Totale | Totale | Totale | DR  |
| Competizione                    | Punti | G      | V      | N      | P      | Gf     | Gs     | DR  |
| ------------------------------- | ----- | ------ | ------ | ------ | ------ | ------ | ------ | --- |
| Copa Campeonato                 | 27    | 18     | 13     | 1      | 4      | 74     | 18     | +56 |
| Copa de Competencia Jockey Club | 8     | 4      | 4      | 0      | 0      | 13     | 1      | +12 |
| Tie Cup                         | 2     | 1      | 1      | 0      | 0      | 4      | 0      | +4  |
| Totale                          | -     |        |        |        |        |        |        | -   |